# Gorakhpur (distrikt)
Gorakhpur är ett distrikt i den indiska delstaten Uttar Pradesh, och hade 3 769 456 invånare år 2001 på en yta av 3 321 km². Det gör en befolkningsdensitet på 1 135,0 inv/km². Den administrativa huvudorten är staden Gorakhpur. De största religionerna är hinduism (90,40 %) och islam (9,15 %).

## Administrativ indelning
Distriktet är indelat i sju kommunliknande enheter, tehsils:
- Bansgaon, Campierganj, Chauri Chaura, Gola, Gorakhpur, Khajni, Sahjanwa,

## Städer
Distriktets städer är huvudorten Gorakhpur samt Air Force Area, Bansgaon, Barhalganj, Gola Bazar, Mundera Bazar, Pipiganj, Pipraich och Sahjanwa.
Urbaniseringsgraden låg på 19,59 procent år 2001.